# Hartmut Wächter
Hartmut Wächter (* 2. Dezember 1938 in Göttingen; † 24. August 2013 in Trier) war ein deutscher Betriebswirt. Er war Inhaber des Lehrstuhls für Arbeit, Personal, Organisation (APO) im Fach Betriebswirtschaftslehre der Universität Trier.

## Leben
Wächter schloss sein Studium der Volks- und Betriebswirtschaftslehre an den Universitäten Hamburg und Göttingen im Jahr 1962 als Diplom-Kaufmann ab. Im Jahr 1968 wurde er zum Dr. rer. pol. promoviert. Nach seiner Habilitation (1972) war er seit 1973 bis zu seiner Emeritierung 2007 Professor an der Universität Trier und dort maßgeblich am Aufbau des wirtschaftswissenschaftlichen Studiums beteiligt.
Er erhielt Rufe an die Universitäten Paderborn, Essen und Hannover. Zahlreiche Aufenthalte und Gastprofessuren führten ihn ins Ausland, u. a. Clark University (USA); Institut d'Administration des Entreprises, Université d'Aix-Marseille; Institut Commercial de Nancy, Université Nancy II; IECS Université Robert Schuman, Strasbourg (Frankreich).
Seine Beteiligung an Forschungsprojekten im Programm "Humanisierung der Arbeit" weisen Wächter als einen Forscher aus, der den Interessen und Ressourcen der Arbeitnehmer und Arbeitnehmerinnen besondere Aufmerksamkeit widmete.
Wächter war von 1989 bis 1990 Vorsitzender der wissenschaftlichen Kommission Personalwesen im Verband der Hochschullehrer für Betriebswirtschaft. Er war einer der Gründungsherausgeber der Zeitschrift für Personalforschung (ZfP) - German Journal of Research in Human Resource Management, die seit 1987 im Rainer Hampp Verlag erscheint.

## Schriften (Auswahl)
- Das Hoppmann-Mitbestimmungsmodell in Siegen. Hans-Böckler-Stiftung, Düsseldorf 2008
- (Hrsg. mit René Peters): Personalpolitik amerikanischer Unternehmen in Europa. Hampp, München/Mering 2004, ISBN 3-87988-835-3.
- Vielfältige Beschäftigungsmuster – einfältige Personalwirtschaftslehre? in: Zeitschrift für Personalforschung, 16. Jg. 2002
- (Hrsg. mit G. Vedder): Qualitätsmanagement in Organisationen, Gabler Verlag 2001
- Garnjost, Petra; Wächter, Hartmut: Human Resource Management - Herkunft und Bedeutung, in: Die Betriebswirtschaft, 56. Jg., 1996, Nr. 6, S. 791–808.
- Wächter, Hartmut (Hrsg.): Selbstverständnis betriebswirtschaftlicher Forschung und Lehre - Tagung der Kommission Wissenschaftstheorie, Wiesbaden: Gabler 1995.
- Wächter, Hartmut; Metz, Thomas (Hrsg.): Professionalisierte Personalarbeit? Perspektiven der Professionalisierung des Personalwesens. (Sonderband der Zeitschrift für Personalforschung), München und Mering; Hampp, 1995.
- Chancen und Barrieren menschengerechter Arbeit in Klein- und Mittelbetrieben. Eine Netzwerkanalyse betrieblicher Entscheidungen (zus.mit B. Modrow-Thiel und G. Roámann), München und Mering 1993.
- Analyse von Tätigkeitsstrukturen und prospektive Arbeitsgestaltung bei Automatisierung (ATAA) (zus. mit B. Modrow-Thiel, G. Schmitz), Köln 1989.
- Mitbestimmung - Politische Forderung und betriebliche Reaktion. Verlag Vahlen, München 1983.
- Organisation des Praxisbezugs im wirtschaftswissenschaftlichen Studium (zus. mit A. Hron, H. Kompe, K.-P. Otto), Hochschuldidaktische Materialien 75, Hamburg 1980.
- Grundlagen der langfristigen Personalplanung. Ein sozio-technischer Ansatz. Verlag NWB, Herne 1974.
- Unternehmungs- und Unternehmerziele im sozio-ökonomischen Feld. Verlag Schwarz & Co., Göttingen 1969.